# Godung Borotan
Godung Borotan is een bestuurslaag in het regentschap Tapanuli Utara van de provincie Noord-Sumatra, Indonesië. Godung Borotan telt 1733 inwoners (volkstelling 2010).